# IEEE 802.19
IEEE 802.19 es el Grupo Técnico Asesor (GTA) para Coexistencia Inalámbrica (Wireless Coexistence) en el IEEE 802 LAN / MAN Comité de Normas. El GTA se ocupa de la coexistencia entre redes inalámbricas sin licencia. Muchos de los estándares inalámbricos IEEE 802 usan el espectro sin licencia y por lo tanto existe la necesidad de abordar la cuestión de la coexistencia. Estos dispositivos inalámbricos sin licencia pueden funcionar en la misma banda de frecuencias sin licencia en la misma ubicación. Esto puede conducir a interferencia entre estas dos redes inalámbricas. 
- Datos: Q5970274